# Filmowy wehikuł czasu
Filmowy wehikuł czasu (tyt. oryg. The Technicolor Time Machine) – powieść science fiction amerykańskiego pisarza Harry'ego Harrisona, napisana w 1967 roku, w Polsce wydana po raz pierwszy w 1994 roku.
Barney Hendrickson próbuje ratować swoją wytwórnię filmową za pomocą wynalazku profesora Hewetta. Jest nim wehikuł czasu, Barney postanawia przenieść się do roku 1000 i nakręcić tani, a jednocześnie realistyczny film o odkryciu przez wikingów Ameryki. Pierwszym problem staje się nawiązanie współpracy ze skandynawskimi wojownikami. Ponadto musi ukończyć film zanim w XX wieku dobiegnie końca rozpoczynający się właśnie weekend. 